# Guzmania cerrohoyaensis
Guzmania cerrohoyaensis är en gräsväxtart som beskrevs av Harry Edward Luther. Guzmania cerrohoyaensis ingår i släktet Guzmania och familjen Bromeliaceae. Inga underarter finns listade i Catalogue of Life.